# National Rail
National Rail (ikke at forveksle med Network Rail) er navnet som bruges i forretningsvirksomheden til Association of Train Operating Companies (ATOC), en britisk sammenslutning af private jernbaneselskaber, heraf flere som blev opprettet ud fra British Rail, det nu nedlagte statslige jernbaneselskab.
Der findes enkelte linjer som ikke er del af National Rail, fordi de ikke har udgået fra British Rail, eller af andre grunde. For eksempel blev Waterloo & City-linjen i det centrale London overført til London Underground. Alle linjer under National Rail-paraplyen har samme billetstruktur og dermed muligheder for overgang eller for valgfri rute uanset selskab, mens biletter fra andre selskaber ikke nødvendigvis kan anvendes på National Rails linjer.